# Jesenická lesní škola
Jesenická lesní škola (JeLŠ) je stabilní vzdělávací institucí Junáka – českého skauta pro vzdělávání skautských činovníků. 

## Historie
Pod hlavičkou JeLŠ jsou pořádány čekatelské lesní kurzy (od 2002), vůdcovské lesní kurzy (od 2001), lesní školy (od 1946) a zdravotnické kurzy (od 2003). V letech 1994–1997 byly pořádány také nekvalifikační lesní kurzy. JeLŠ navazuje na dávnou tradici skautských lesních škol zformovaných okruhem skautů okolo Velena Fanderlika v polovině 20. let 20. století v podobě Moravské lesní školy. Mezi jeho přímými žáky byli zakladatelé JeLŠ po skončení druhé světové války: Břetislav Škaroupka – Šrám, Alois Štefka – Dan, Karel Kostroň – Západní vítr a další. Kontinuita myšlenek, rituálů a forem Jesenické lesní školy je nepřerušená – díky tomu, že dnešní instruktoři mají k těm předchozím vztah žák–učitel.
Její historie kopíruje historii poválečného českého skautingu – krátký poválečný rozmach (1946–1947), dvacetiletý zákaz, obnova v souvislosti s procesem tzv. pražského jara (1968–1969), opětovný dvacetiletý zákaz, polistopadová obnova. Je jednou z posledních tzv. regionálních (oblastních) lesních škol, které se podařilo přežít období krize a generačního střídání na konci devadesátých let 20. století, a jedinou z těchto lesních škol, která v několikaletých cyklech nabízí kompletní vzdělávání skautských vůdců.

## Zaměření lesní školy
JeLŠ se vyznačuje důrazem na propojování duchovního a praktického rozměru skautingu. Je známa používáním tradičních prostředků skautských lesních škol (lesní škola a kurz jako vzorový tábor, nabitý a náročný program, prastaré skautské rituály apod.). Snaží se o zachování funkčních skautských tradic s respektem k vývoji současné doby.

## Programové schéma
Lesní školu a její kurzy vede stabilní instruktorský sbor. Každoročně se koná přinejmenším jedna velká vzdělávací akce v nejobvyklejším formátu: jarní zahajovací víkend na nějaké chatě v Jeseníkách, hlavní desetidenní táborová část na Olšanských horách, podzimní závěrečný víkend na nějaké chatě v Jeseníkách. V roce 2002 se letní část lesní školy a čekatelského lesního kurzu odehrála v jižních Čechách – ve Zlaté Koruně a Českém Krumlově, kde účastníci přes den pomáhali odstraňovat následky povodní. Každé lesní školy či kurzu se účastní cca 25–35 frekventantů. V letech 1946–1969 se zúčastnilo čtyř běhů lesních škol JeLŠ 205 účastníků, v letech 1991–1997 lesních škol a lesních kurzů 100 účastníků a v letech 2001–2020 celkově všech lesních akcí 587 skautek a skautů.

## Osobnosti školy

### Vůdcové JeLŠ
- Břetislav Škaroupka – Šrám (1946–1969)
- Pavel Krajíček – Akela (1991–1998)[7]
- Stanislav Balík – Ježek (od 2000)[8]

### Významní instruktoři JeLŠ
- Radko Kadlec – bratr Bernard (1946–1947)
- Lubomír Kantor – Čibiabos (1991–2016)[9]
- Karel Kostroň – Západní vítr (1946–1969)
- Libor Kvapil – Sir (od 1991)[10]
- Ladislav Šrom – Havran (od 1991)
- Alois Štefka – Dan (1946–1969)
- Bohumil Šula – Bob (1946–1997)
- Eduard Ureš – Ataman (1968–1969)[11]

### Známí absolventi
- Bronislav Hlůza – vysokoškolský profesor, mykolog (absolvent z roku 1946)
- Bohumil Šula – biolog, zakladatel arboreta Bílá Lhota, autor Pohádek lesní moudrosti (absolvent z roku 1946)
- Ladislav Šrom – nositel nejvyššího skautského vyznamenání Řádu stříbrného vlka (absolvent z roku 1968)[12]
- Libor Kvapil – lékař, nositel nejvyššího skautského vyznamenání Řádu stříbrného vlka (absolvent z roku 1970 a 1991)[13]
- Lumír Kantor – primář, senátor (absolvent z roku 1991)[14]
- Stanislav Balík – vysokoškolský profesor, politolog a historik (absolvent z roku 1996)
- Jan Pečínka – právník, obnovitel Staré Vody (absolvent z roku 1997)

### Místa konání táborových částí
- 1946, 1947 – tábořiště u Cukmantlu (Zlatých Hor)[15]
- 1968, 1969 – tábořiště na Švagrově u Vernířovic
- 1991 – tábořiště u Drozdovské Pily
- 1993–1997 – tábořiště u chaty Sokolka na kopci Smrčina nad Sobotínem
- od 2001 – tábořiště u kaple sv. Martina na Olšanských horách[8][16]